# Blue Whale Harbour
Blue Whale Harbour är en ankarplats i Sydgeorgien och Sydsandwichöarna (Storbritannien). Den ligger i den nordvästra delen av Sydgeorgien och Sydsandwichöarna. Blue Whale Harbour ligger 76 meter över havet.  Trakten runt Blue Whale Harbour är nära nog obefolkad, med mindre än två invånare per kvadratkilometer. Det finns inga samhällen i närheten. 